# Taryn Fiebig
Taryn Fiebig (Perth, 1º febbraio 1972 – Sydney, 20 marzo 2021) è stata un soprano australiano, un soprano principale dell'Opera Australia che si è anche esibita a livello internazionale. È apparsa in molti ruoli di Mozart come Susanna e Zerlina. La versatile cantante si è anche cimentata nell'opera barocca, nel repertorio italiano, nell'opera contemporanea, operetta e teatro musicale.

## Biografia

### Primi anni
Nata a Perth, la Fiebig inizialmente si diplomò come violoncellista presso la School of Music dell'Università dell'Australia Occidentale, prima di iniziare la formazione vocale, unendosi occasionalmente ai due sul palco, con il suo violoncello che accompagnava il suo stesso canto.

### Carriera
Entrò a far parte di Opera Australia nel 2005 come soprano principale. I suoi ruoli per quella compagnia includono Servilia di Mozart ne La clemenza di Tito, Susanna ne Le nozze di Figaro (teletrasmessa e registrata), Zerlina in Don Giovanni, sia Papagena che Pamina ne Il flauto magico. È apparsa in opere barocche come Belinda in Didone ed Enea di Purcell e Galatea in Aci e Galatea di Händel, e in opere italiane tra cui Lisa in La sonnambula di Bellini, Clorinda in La Cenerentola di Rossini e Musetta in La bohème di Puccini. Ha interpretato i ruoli di La Querelante in Trial by Jury, Rose in Lakmé di Delibes, Karolka in Jenůfa di Janáček e Aphrodite in The Love of the Nightingale di Richard Mills. Nel teatro musicale e nell'operetta è apparsa come Gianetta ne The Gondoliers e Adele ne Il pipistrello di Johann Strauss.
Nel 2006/07 è stata Mabel in The Pirates of Penzance, al fianco di Anthony Warlow come il re dei pirati e David Hobson come Frederic. Nel 2008 e nel 2009 si è esibita come Eliza Doolittle in un tour nazionale di My Fair Lady al fianco dell'attore britannico Richard E. Grant. Ha cantato il ruolo di Sicle nella produzione della Pinchgut Opera del 2009 dell'opera Ormindo di Francesco Cavalli del 1644. Nel 2010 è stata nominata come migliore attrice non protagonista in un'opera agli Helpmann Awards per Bliss e La sonnambula di Brett Dean; ha vinto il premio per aver creato il ruolo di Lucy in Bliss.
Nel 2011 ha cantato Yum-Yum nella produzione di Opera Australia di Il Mikado, trasmessa su Televisione ABC. Nel 2012 la Fiebig ha aggiunto al suo repertorio il ruolo di Pamina nella produzione in lingua inglese de Il flauto magico di Julie Taymor. Nel 2013, ha cantato Oscar in Un ballo in maschera di Verdi diretto da La Fura dels Baus.
Altri ruoli includono Nannetta nel Falstaff di Verdi (2014), Despina nel Così fan tutte di Mozart (2016), Gutrune in Il crepuscolo degli dei di Wagner (2016) e Mother in Metamorphosis del compositore australiano Brian Howard (2018). Per quest'ultimo ruolo ha vinto il suo secondo premio Helpmann nel 2019 come miglior interprete femminile in un ruolo secondario in un'opera. Nel 2019, per la Pinchgut Opera, si è esibita come Selinda in Farnace di Händel.

### Vita privata
La Fiebig era sposata con il compositore australiano Iain Grandage; sposò il baritono neozelandese Jud Arthur nel 2015. L'attrice Melissa George è sua cugina.
È morta di carcinoma dell'ovaio a Sydney il 20 marzo 2021, all'età di 49 anni.